# Алиментация
Алимента́ция (от лат. alimentum — пища, содержание) — система государственной помощи детям малоимущих родителей и сиротам в Древнем Риме.
Алиментация была введена императором Нервой (96—98) и просуществовала примерно до середины III века. Месячная субсидия мальчикам до 18 лет составляла 16 сестерций, девочкам до 14 лет — 12 сестерций. Алиментационный фонд складывался из процентов, получаемых от мелких и средних землевладельцев за выдачу им ссуд государством. Сначала алиментационные фонды существовали только на территории Италии, но потом стали создаваться муниципальными советами провинциальных городов. Существовали также частные алиментационные фонды, средства в которых складывались из пожертвований богатых людей.